# Johan Kiellander
Johan Kiellander, född 23 december 1770, död 9 maj 1843, var en svensk borgmästare.
Kiellander blev auskultant i Svea hovrätt 1791, rådman i Malmö 1804 samt borgmästare där 1819. Han var direktör vid Riksbankens lånekontor i Malmö 1824-1834. Kiellander, som var amatörmusiker, invaldes som ledamot nummer 264 i Kungliga Musikaliska Akademien den 1 december 1830.